# Antrophyum simulans
Antrophyum simulans är en kantbräkenväxtart som beskrevs av Cornelis Rugier Willem Karel van Alderwerelt van Rosenburgh. Antrophyum simulans ingår i släktet Antrophyum och familjen Pteridaceae. Inga underarter finns listade.